# Кай Госпельт
Кай Госпельт (нім. Kai Hospelt; народився 23 серпня 1985 у м. Кельн, Німеччина) — німецький хокеїст, центральний нападник. Виступає за  у Німецькій хокейній лізі. 
Вихованець хокейної школи «Кельнер Гайє». Виступав за «Кельнер Гайє».
У складі національної збірної Німеччини учасник зимових Олімпійських ігор 2010, учасник чемпіонатів світу 2009, 2010 і 2011. У складі молодіжної збірної Німеччини учасник чемпіонатів світу 2003, 2004 (дивізіон I) і 2005. У складі юніорської збірної Німеччини учасник чемпіонатів світу 2002 і 2003 (дивізіон I).

## Досягнення
- 2015 Чемпіон Німеччини у складі «Адлер Мангейм».